# Condado de Eyre
O Condado de Eyre é um dos 49 condados da Austrália do Sul. Foi proclamado pelo Governador George Grey em 1842 e nomeado para o explorador Edward John Eyre. Abrange uma parte do estado entre as montanhas de Adelaide no oeste e o rio Murray no leste a partir de Robertstown e Mannum no limite norte de Sedan e Swan Reach na fronteira sul.

## Hundreds
O Condado de Eyre é dividido nos seguintes 13 hundreds:
- Hundred de English (Robertstown)
- Hundred de Bower (Bower)
- Hundred de Beatty (Beatty)
- Hundred de Eba (Eba, Morgan)
- Hundred de Neales (Eudunda)
- Hundred de Brownlow (Brownlow)
- Hundred de Hay (McBean Pound)
- Hundred de Dutton (Dutton)
- Hundred de Anna (Annadale)
- Hundred de Skurray (Blanchetown)
- Hundred de Jellicoe (Truro, Keyneton)
- Hundred de Bagot (Austrália do Sul) (Sedan)
- Hundred de Fisher (Fisher)